# اوزوویل-سور-سان
اوزوویل-سور-سان (به فرانسوی: Auzouville-sur-Saâne) یک کمون در فرانسه است که در canton of Bacqueville-en-Caux واقع شده‌است. اوزوویل-سور-سان ۳٫۲۱ کیلومتر مربع مساحت دارد ۷۱ متر بالاتر از سطح دریا واقع شده‌است.